# Майково (Томская область)
Майково — деревня в Молчановском районе Томской области, Россия. Входит в состав Молчановского сельского поселения.

## История
Основана в 1746 г. В 1926 году деревня Майкова состояла из 100 хозяйств, основное население — русские. Центр Майковского сельсовета Молчановского района Томского округа Сибирского края.

## Население
| 1926 | 2002 | 2008 | 2010 | 2012 | 2013 | 2014 |
| ---- | ---- | ---- | ---- | ---- | ---- | ---- |
| 469  | ↘177 | ↗178 | ↘114 | ↗138 | ↘134 | ↘131 |
| 2015 | 2021 |      |      |      |      |      |
| ↗134 | ↘101 |      |      |      |      |      |

## Известные уроженцы
- Майков, Александр Глебович  (1902—19??) — советский военачальник, полковник.